# Coronel Juan Solá
Coronel Juan Solá (Estación Morillo) es una localidad del norte de Argentina, en la provincia de Salta. Está situada en el este de la provincia, en la llamada Región del Chaco Salteño, la de mayor superficie de la provincia. Según fuentes oficiales, se encuentra entre los principales municipios por su elevado nivel de pobreza. 
Se encuentra en el km 1745 de la Ruta Nacional 81.

## Geografía
Esta localidad se encuentra en el corazón del Chaco Salteño, en la Gran Llanura Chaqueña, con un relieve totalmente llano y una suave pendiente de oeste a este, indicada por la dirección de los ríos y numerosos cursos y cauces abandonados (paleo cauces) que pertenecen a la cuenca del Río Bermejo. Por su origen sedimentario (fluvial y eólico), sus suelos tienen una composición simple: arena, limo, arcilla y algo de ceniza volcánica en pequeñas cantidades. 
En cuanto al clima es Subtropical con estación seca.  Subtropical porque esta zona está cruzada por el Trópico de Capricornio que determina temperaturas elevadas todo el año, con una media superior a los 23°. El verano es la estación más importante porque dura casi 6 meses desde el punto de vista térmico. El invierno es corto y se reduce a 2 o 3 meses (junio, julio y agosto). En cuanto a las lluvias son estacionales (solo parte de la primavera y el verano) de ahí su nombre "con estación seca" que corresponde al otoño y el invierno (de abril a octubre aproximadamente).
--Aspecto biológico de la región:
Esta localidad está enclavada en la gran región dominada por el Bosque Chaqueño, o también llamado Bosque Semiárido, según distintas clasificaciones. El Bioma Chaqueño tiene como comunidad vegetal más importante y representativa el "quebrachal", integrado por el quebracho colorado y el blanco. también lo acompaña una amplia lista de especies arbóreas de gran importancia forestal, como: algarrobos (blanco y negro) palo santo, palo blanco, palo coca, itín o palo mataco, guayacán y varios más.

## Población
Contaba con 3,678 habitantes (Indec, 2001), lo que representa un incremento del 49% frente a los 2,467 habitantes (Indec, 1991) del censo anterior. El 30% de la población pertenece a la etnia wichi
Coronel Juan Solá - Estación Morillo - es la cabecera del Municipio de Rivadavia Banda Norte, siendo uno de los tres municipios que integran el Departamento Rivadavia. Se encuentra a 170 km de Embarcación. Sus coordenadas son: Latitude: 23° 28' 0 S, Longitude: 62° 52' 60 W).

## Educación
La localidad cuenta con un total de 7 establecimientos educativos y abarcan el Nivel Inicial, Primario, Secundario y Terciario. 
En Nivel Primario se cuenta con tres instituciones, que nuclean a la vez el Nivel Inicial. Estas son:
- Escuela N.º 4.485
- Escuela N.º 4.745
- Escuela N.º 4.229 "Tambor de Tacuarí"

En el Nivel Secundario se cuenta con una institución secundaria que otorga el título de bachiller y dos con orientación técnico-profesional, que otorgan títulos técnicos. Estas son:
- Colegio de Secundario N° 5.041
- Escuela de Educación Técnica N.º 3.127
- Escuela de Educación Técnica Nª 3.128

Una institución secundaria que brinda educación para adultos:
- Centro BSPA N° 7.175

Hay también, un instituto de educación superior no universitaria (Terciario N° 6.011) cuya misión es formar profesores en educación cultural bilingüe.

## Economía
Sus habitantes crían ganado vacuno, caprino y porcino. Por la pavimentación de la Ruta Nacional N.º 81 la zona tuvo una leve mejora económica. Los wichís son predominantemente recolectores de frutos y miel, pescadores y cazadores. Otros trabajan en obrajes madereros, en desmontes o son cosecheros temporarios en campos ajenos. Tallan la madera del palo santo, tejen con fibra de chaguar y hacen una utilitaria alfarería.
La Policía Provincial estableció la Comisaría N.º 44 (DUR-4), mientras que Gendarmería Nacional cuenta con un destacamento. Es el único pueblo del Departamento que cuenta con una estación de servicio sobre la ruta Nacional N.º 81.
Datos de la Policía
- Comisaría N.º 44 (DUR-4)

El Hospital local es muy completo y atiende todas las especialidades clínicas además de contar con un servicio de odontología. Sus datos: 
- HOSPITAL MORILLO

## Fiestas patronales
La fiesta patronal se celebra el 10 de agosto en honor a San Lorenzo, la imagen del Santo Patrono, se encuentra en la Iglesia de San Lorenzo, que ya tiene más de 25 años. 

## Parroquias de la Iglesia católica en Coronel Juan Solá
| Diócesis  | Nueva Orán  |
| --------- | ----------- |
| Parroquia | San Lorenzo |